# Битва под Торопцем (1580)
Битва под Торопцем — сражение, состоявшееся 20 сентября 1580 года, между польско-литовским и русским войсками.

## Предыстория
К середине XVI века город Торопец имел внушительные по тому времени укрепления — высокие деревянные стены с многоярусными башнями по всему периметру, опоясанные рвом и крутым земляным валом.
Торопец был включен в состав Русского государства после войны с Великим княжеством Литовским в 1500—1503 годах. Город стал одной из важнейших пограничных крепостей Русского государства. Литовские войска неоднократно пытались занять Торопец.
Во время осады Великих Лук царь Иван Грозный одновременно направил воеводе князю Василию Дмитриевичу Хилкову резкие письма, в которых выражал своё недовольство его медлительностью, требовал от воеводы более активных и решительных действий и отправил к нему на помощь большой отряд под командованием думного дворянина Дементия Черемисинова.
Через неделю после падения Великих Лук, 20 сентября 1580 года, польско-литовское войско (2500 чел.) под командованием воеводы брацлавского, князя Януша Збаражского, состоявшее из польских, венгерских и немецких конных полков, разбило полки воеводы князя Хилкова (4 тыс. чел.) под Торопцом. Первоначально русским сопутствовал успех: им удалось заманить противника на подрубленный мост и тот рухнул. Однако позднее русские были разбиты атакой польской тяжёлой кавалерии под командованием Николая Язловецкого, Станислава Стадницкого, Георга Фаренсбаха, Анджея и Николая Зебжидовских. Царские письма попали в руки гетмана Яна Замойского, а воеводы Григорий Нащокин и Дементий Черемисинов — в плен.
Русские потеряли в этом сражении 300 человек, ещё 24 человека попало в плен. Только около 40 человек вырвались из города и спаслись бегством.